# 德米特里·拉里奥诺夫

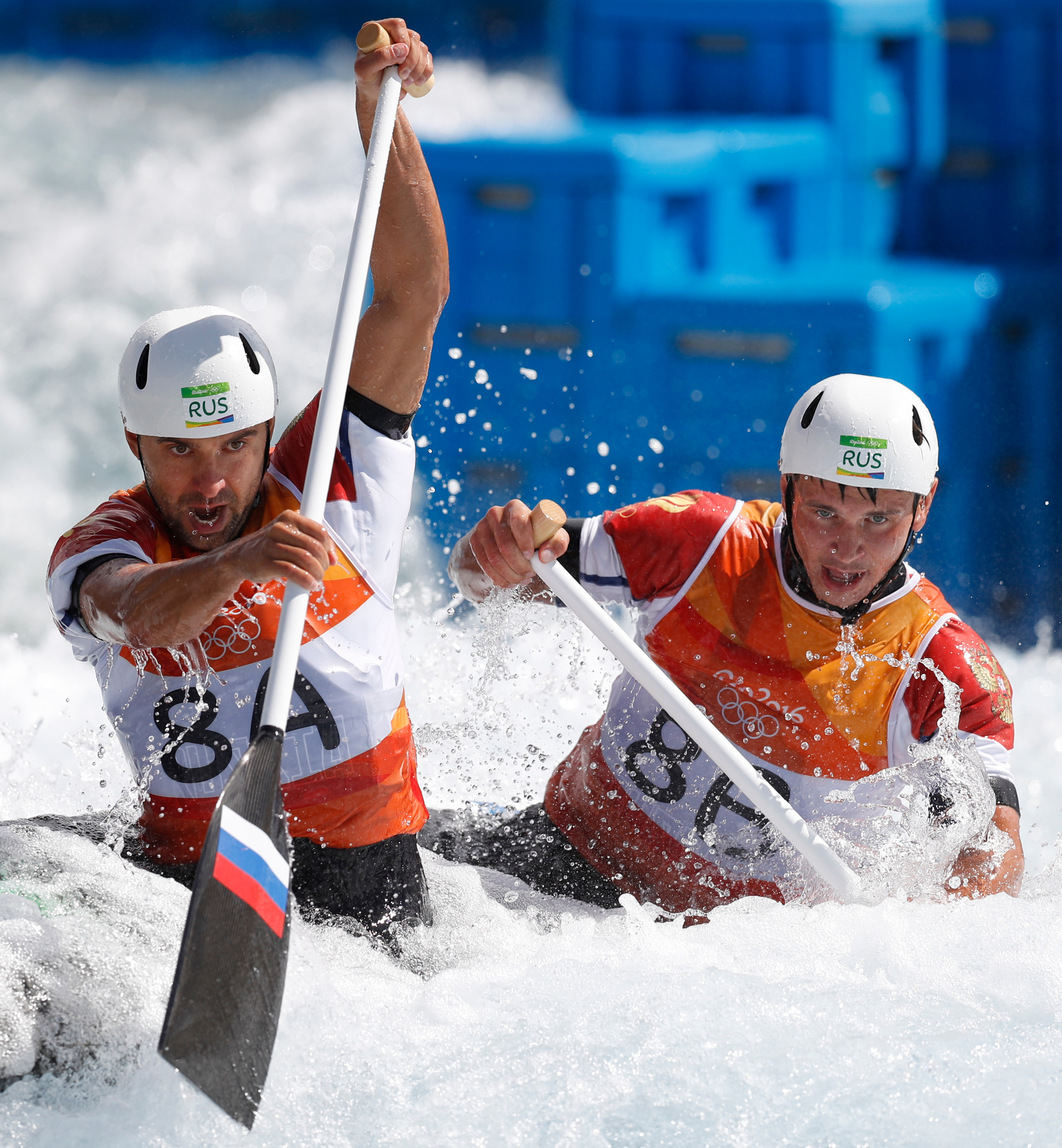
德米特里·拉里奥诺夫（左）与他的队友

德米特里·拉里奥诺夫（俄语：Дмитрий Олегович Ларионов，1985年12月22日—），出生於下塔吉尔，是一名俄罗斯男子皮划艇运动员。他曾搭档米哈伊尔·库兹涅佐夫在2008年夏季奥林匹克运动会上获得男子双人皮艇激流回旋的铜牌。